# Zastava M07
O Zastava M07 é um moderno fuzil de precisão militar desenvolvido e fabricado pela Zastava Arms, na Sérvia. O fuzil M07 é baseado na ação por ferrolho do Mauser 98 e o cano é feito de aço cromo-vanádio. O fuzil é carregado a partir de um carregador destacável com capacidade para 5 tiros.